# Gentský oltář
Gentský oltář je složený tabulový oltář, který byl vyroben na objednávku Jose Vijdta pro jeho rodinnou kapli Jana Bohoslovce v katedrále sv. Bavona v Gentu v Belgii . Na oltáři byl nalezen nápis, který uvádí, že práce na něm započal Hubert van Eyck, «maior quo nemo repertus (největší ze všech)», a zakončil je jeho bratr Jan, «arte secundus (druhý v umění)», roku 1432. Dodnes není jasné, který z obou bratrů přispěl ke vzniku díla více. Podle uvedeného nápisu se má za to, že Hubert dílo započal a Jan jej dokončil. 6. května roku 1432 byl oltář vysvěcen.
Oltář sestává z 12 panelů ve dvou řadách, osm z nich je malováno po obou stranách. Na nich je vyobrazeno 258 lidských postav. Výška oltáře ve střední části je 3,5 m, jeho šířka v rozloženém stavu 5 m. Hlavním tématem díla je vykoupení lidstva Kristovou obětí.

## Vnější strana oltáře

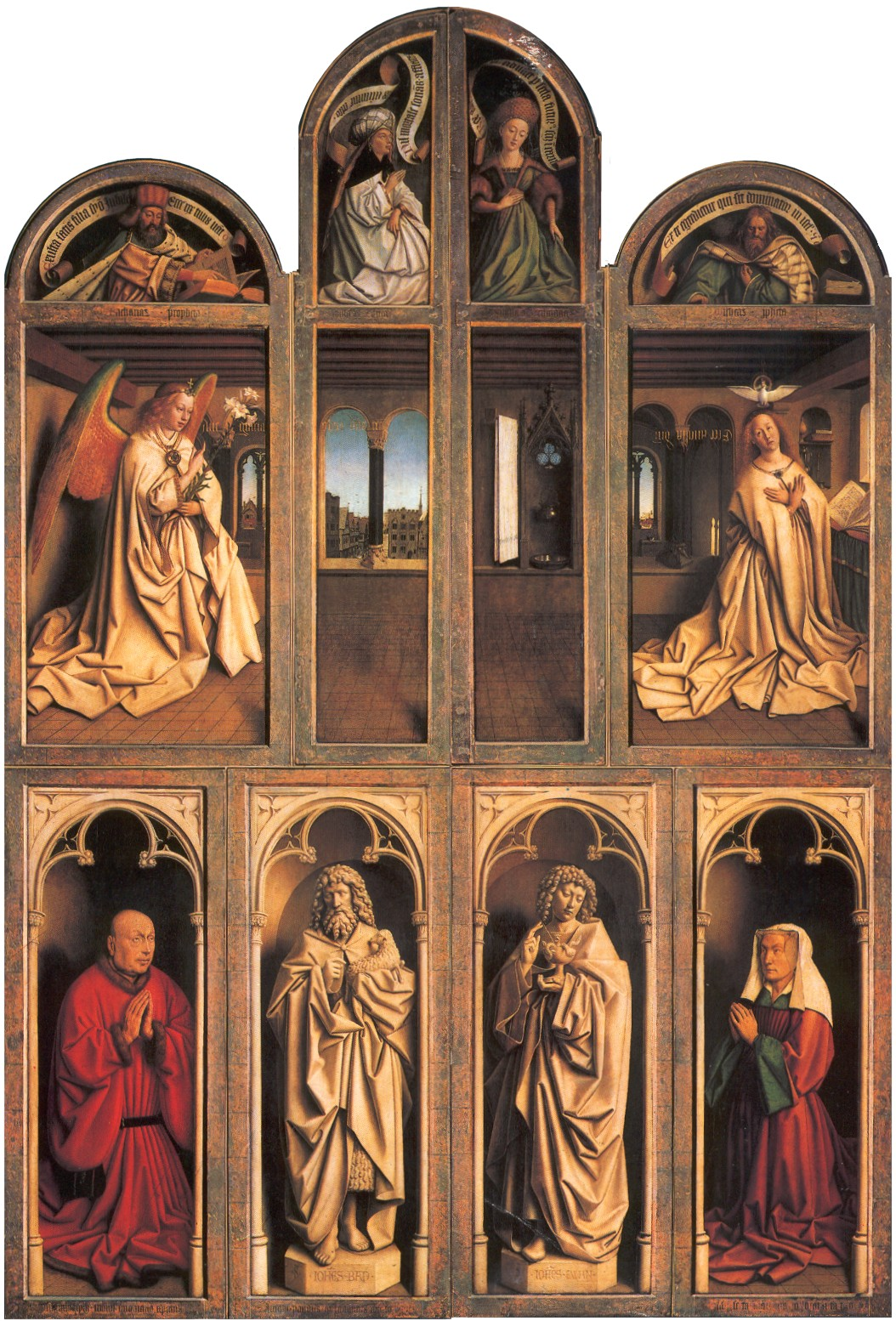
Oltář v uzavřeném stavu

Na vnější straně uzavřeného oltáře je vyobrazen donátor a jeho manželka, modlící se před sochami Jana Křtitele a Jana Evangelisty. Ve střední řadě je vyobrazena scéna Zvěstování Panny Marie. Postavy Marie a archanděla Gabriela jsou rozděleny vyobrazením okna, z nějž je vidět panorama města; předpokládá se, že znázorňuje pohled z okna domu Vijdtů. Podle jiného názoru by mohlo jít o výhled z ateliéru van Eycka v Gentu; to by mohlo objasnit, kde umělec žil a pracoval.
V horní řadě obrazů jsou prezentovány postavy starozákonních proroků a pohanských věštkyň, předpovídajících příchod Vykupitele.

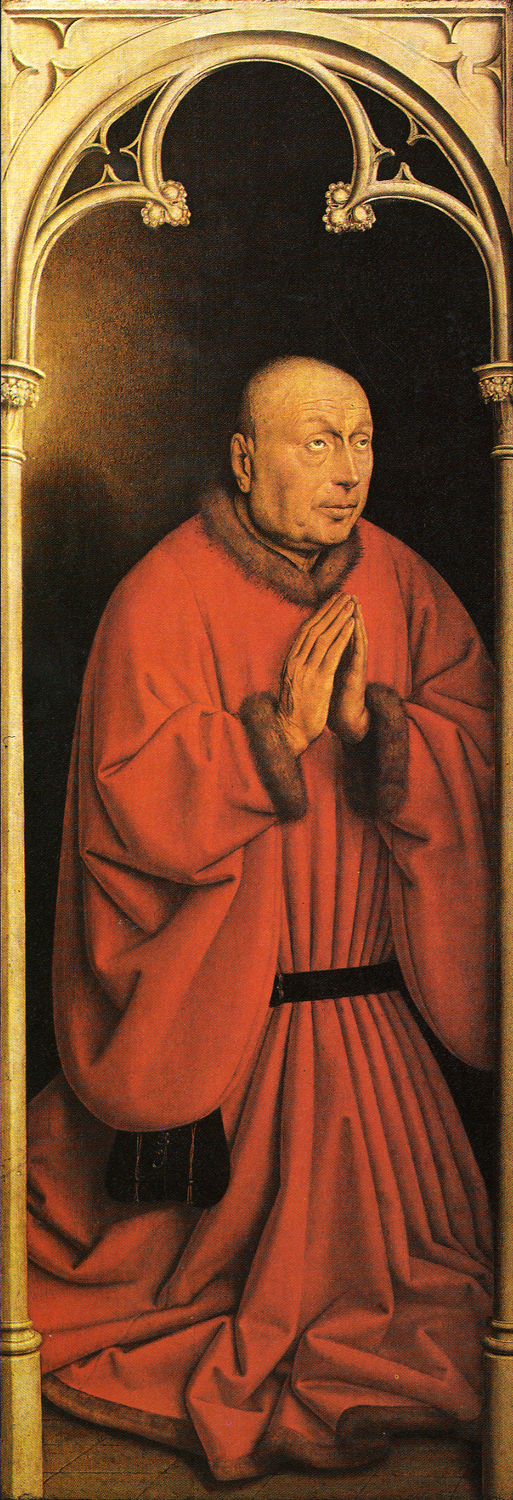
Donátor
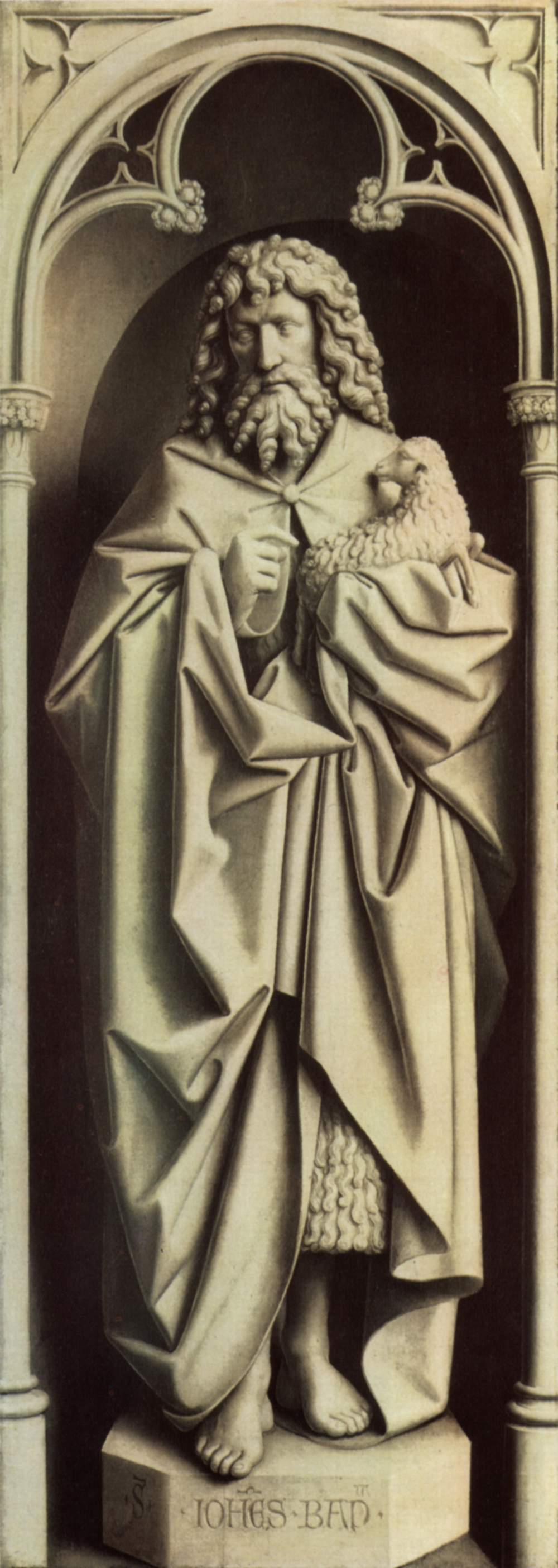
Jan Křtitel
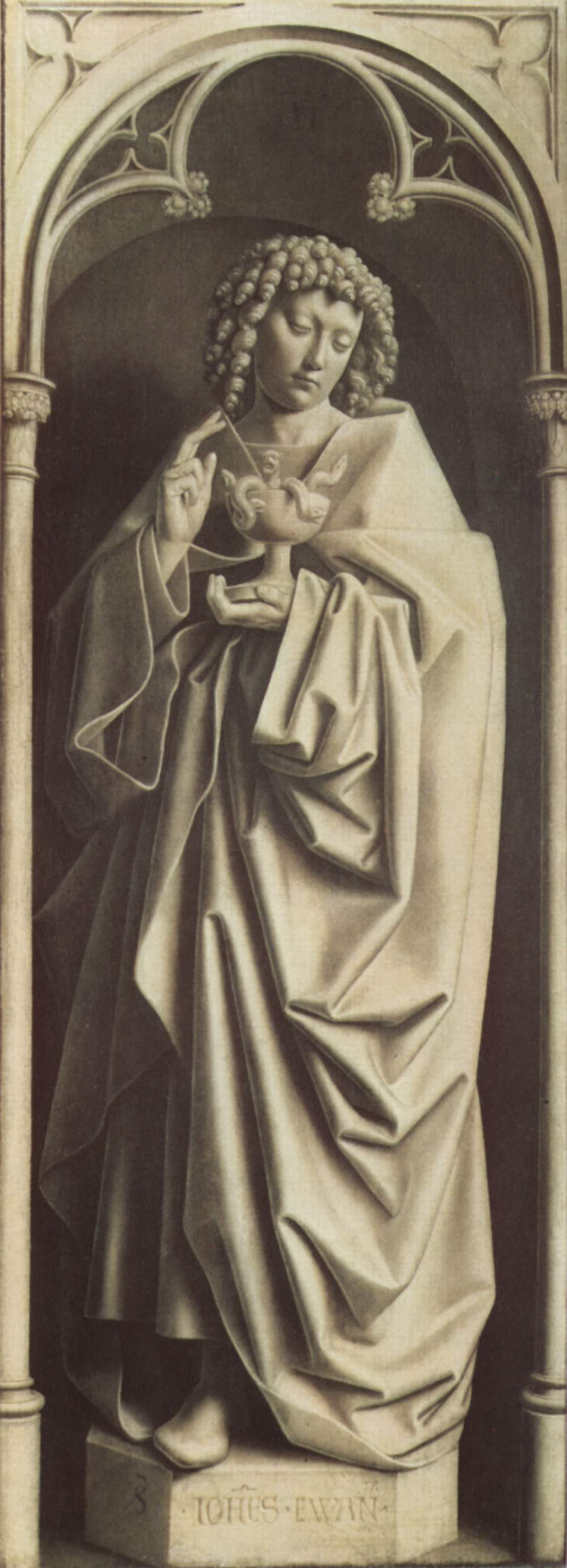
Jan Evangelista
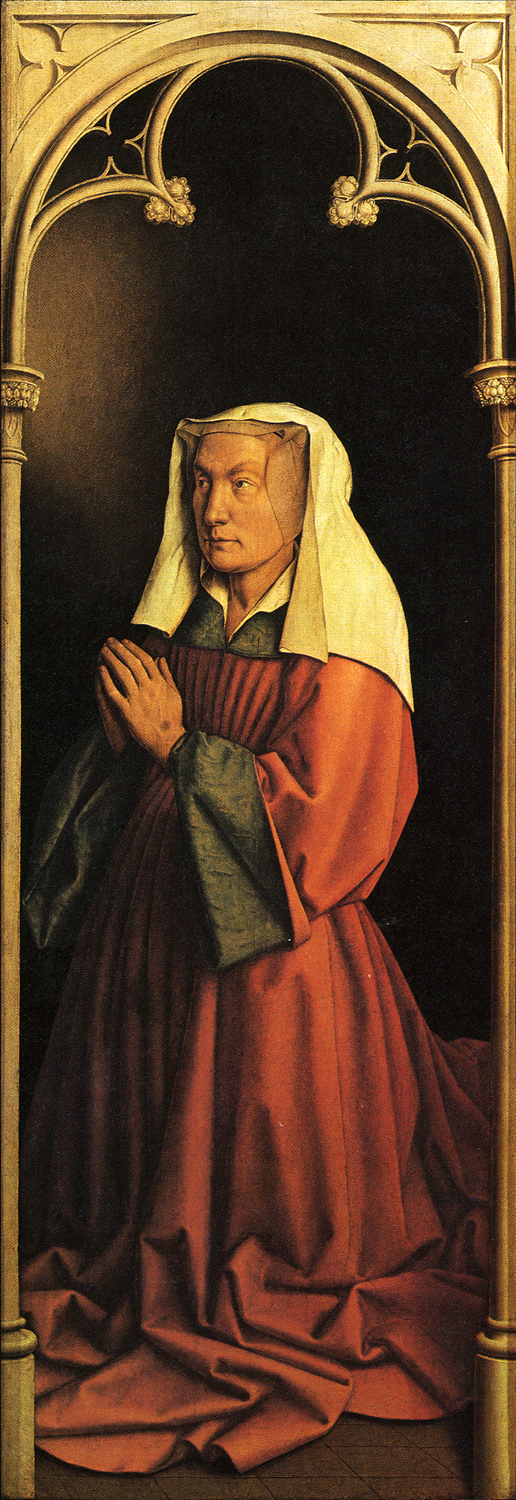
Donátorova žena

## Vnitřní strana
V otevřeném stavu se rozměry oltáře zdvojnásobí.
Ve středu horní řady obrazů je vyobrazení Boha-Otce, sedícího na trůnu (v některých pramenech se tato postava interpretuje jako Kristus). U jeho nohou leží koruna, symbolizující nadvládu nade všemi císaři. Po levé straně Boha je vyobrazena Panna Marie, po pravé Jan Křtitel. Vedle nich jsou obrazy Hold andělských kůrů, andělů bez křídel; jeden z nich (sv. Cecilie) hraje na varhany. Na krajních panelech řady jsou vyobrazeni nazí Adam a Eva; nad nimi jsou v malých obloukových panelech vyobrazeny scény oběti Kaina a Abela a zabití Abela Kainem.
Uprostřed spodní řady je scéna Klanění Beránku božímu, symbolizujícímu Krista. Tento ústřední motiv celého oltáře diváka jakoby vtahuje do svého děje. Krajina je detailně propracovaná a celá je prolita světlem. Nad oltářem se vznáší Duch svatý v podobě bílé holubice, v popředí je umístěna fontána — symbol křesťanství. V popředí vlevo od fontány je skupina starozákonních proroků – ti, kdo „uvěřili v Krista dříve, než přišel“ (proroci, církevní otcové, pohan Vergilius v bílém – „křesťan duchem“), v popředí vpravo dvanáct apoštolů, za nimi pak papežové, biskupové a řeholníci, nahoře vpravo pak průvod panen a mučednic.
Horní řada

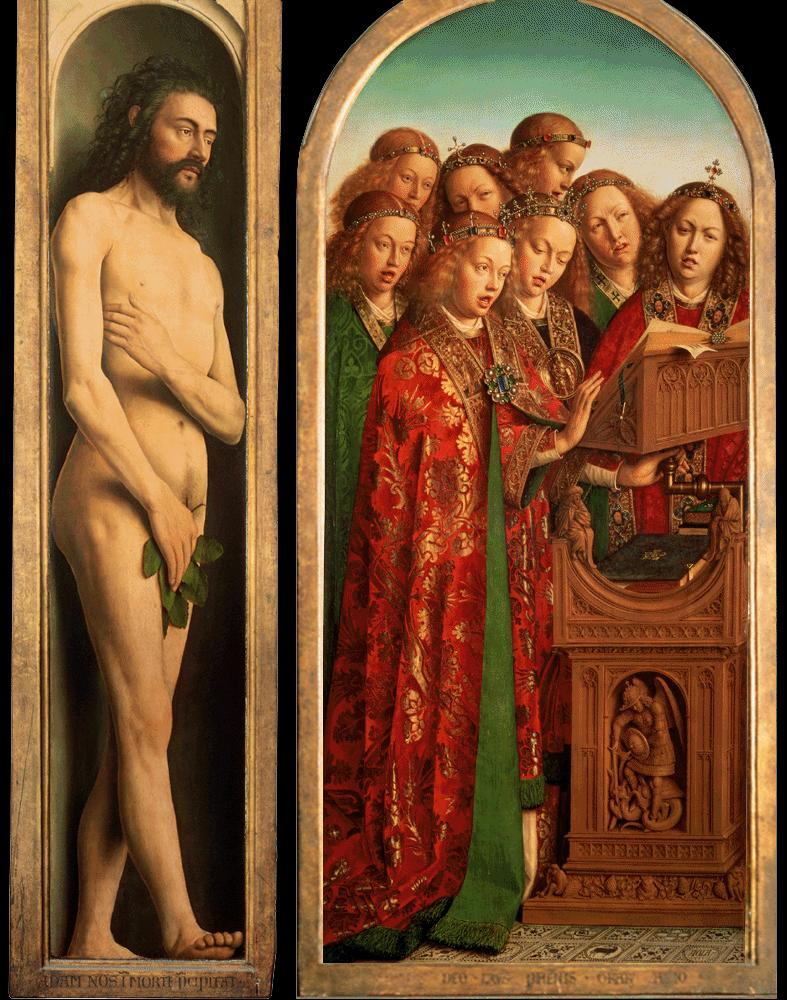
Adam a Hold andělských kůrů
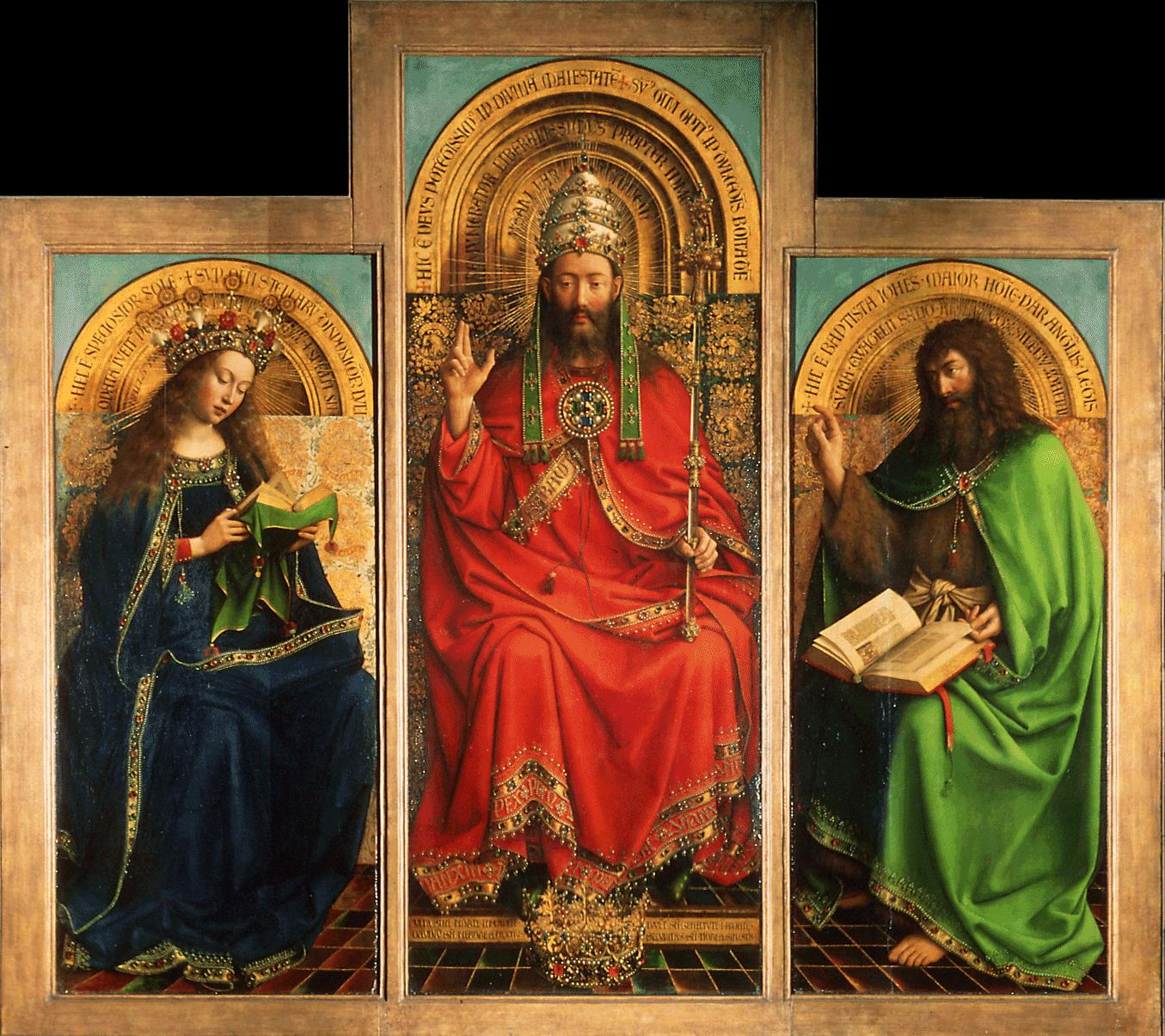
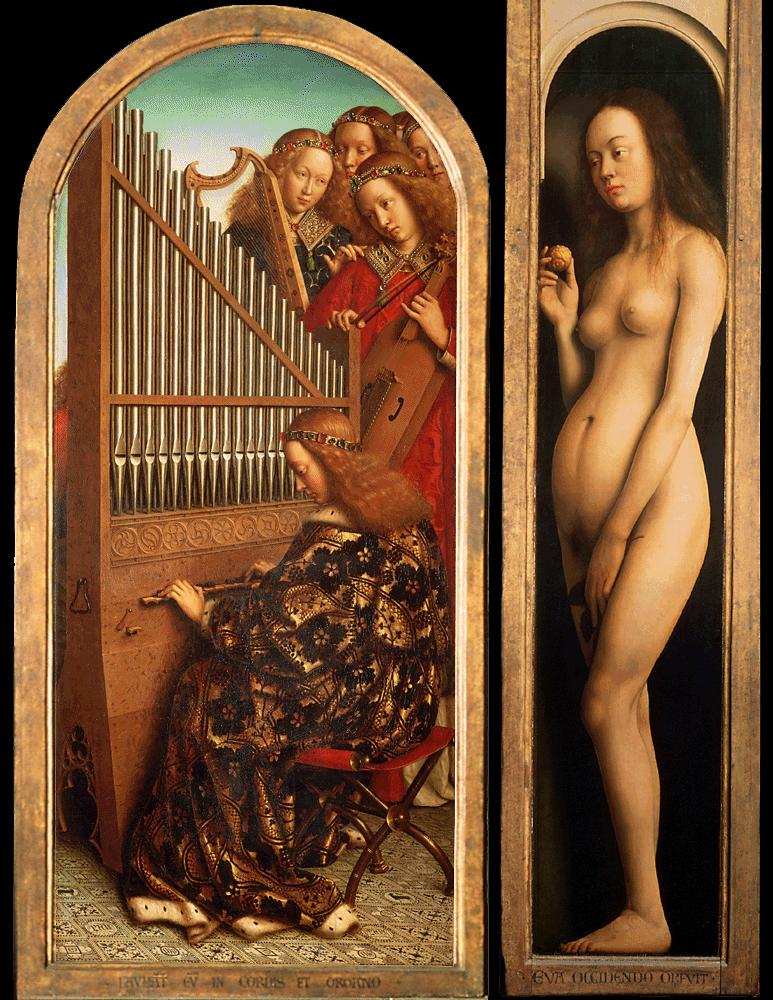
Hold andělských kůrů a Eva

Spodní řada

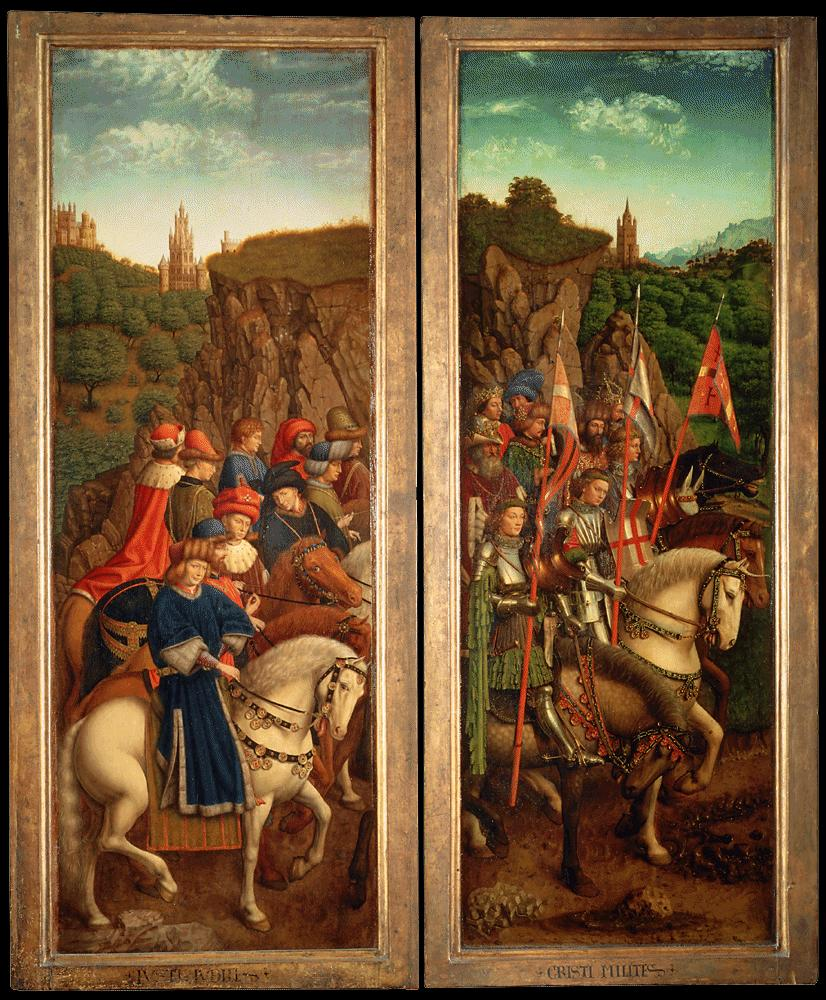
Spravedliví soudcové a vojsko Kristovo
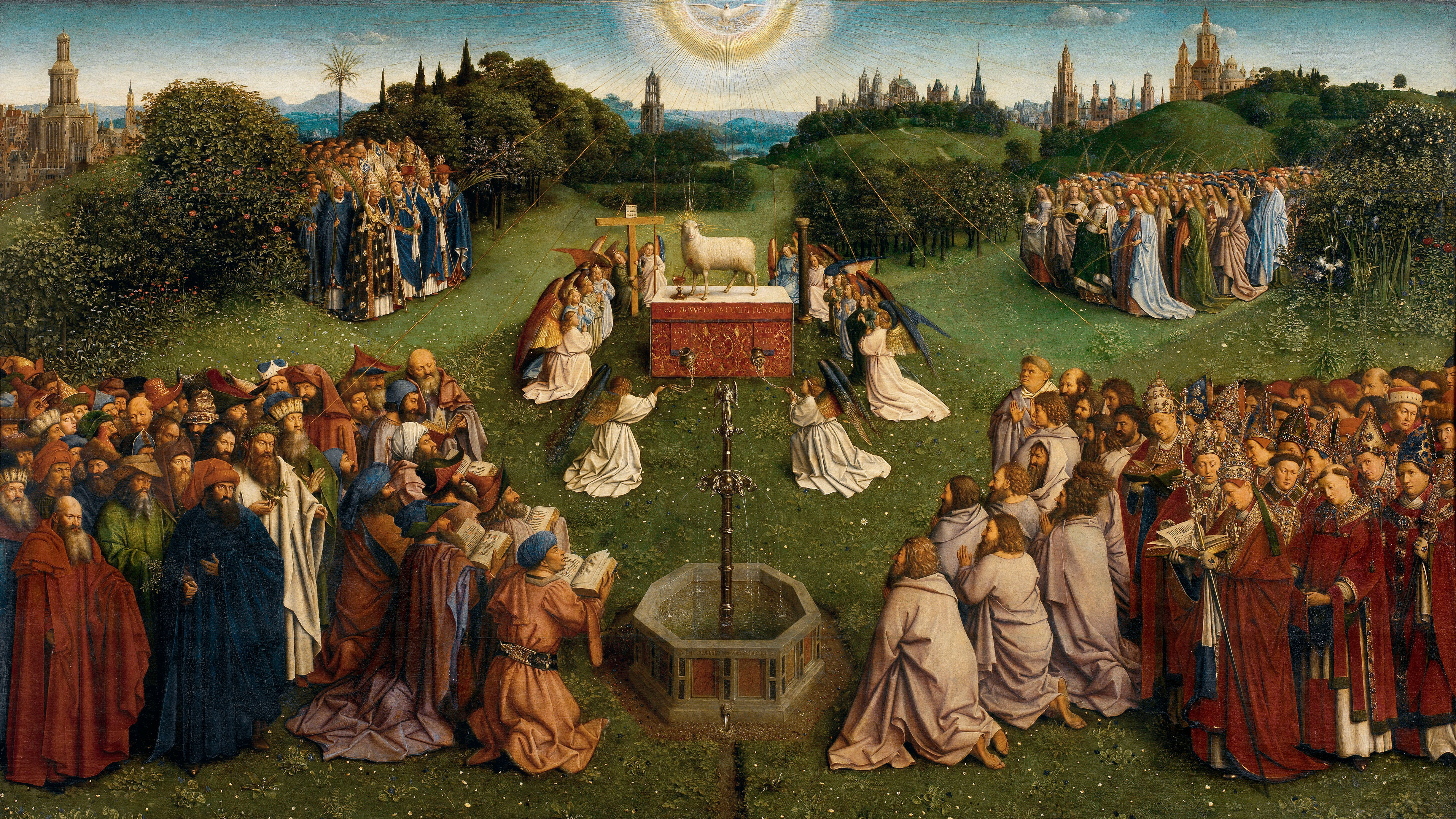
Klanění Beránku Božímu
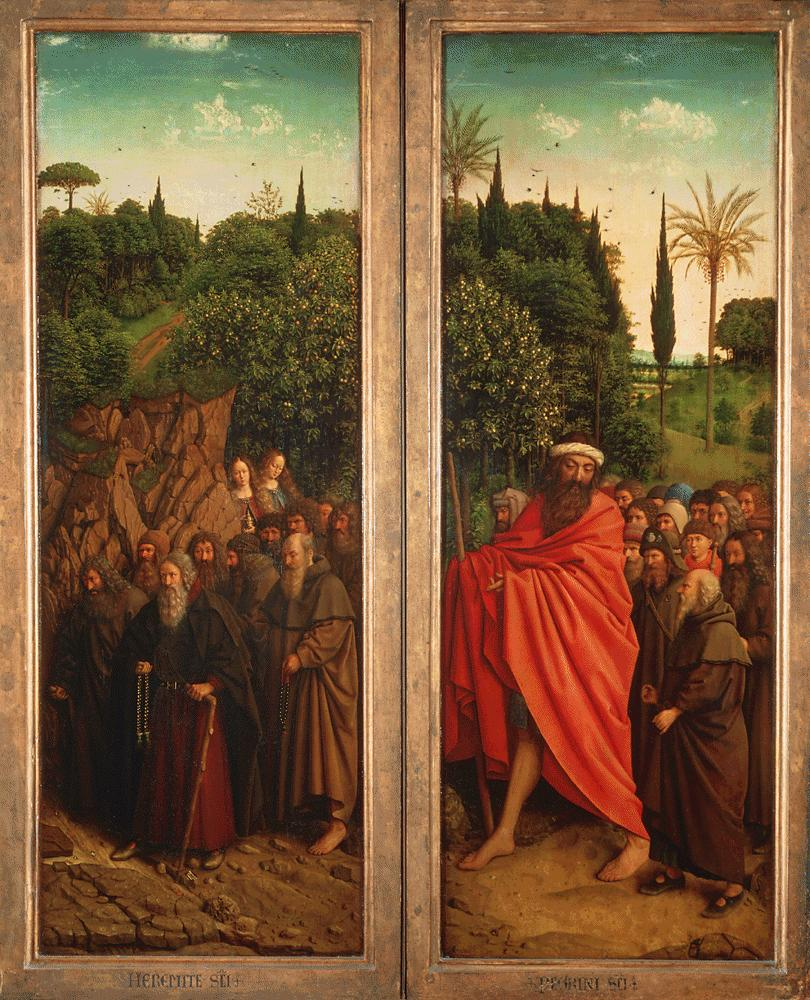
Průvod poustevníků a poutníků

## Historie oltáře
V roce 1566, v době války mezi Flandrami a Španělskem byl oltář přenesen z kostela do věže sv. Bavona a poté na gentskou radnici. Zvítězivší gentští protestanti se rozhodli darovat oltář anglické královně Alžbětě jako výraz díků za její pomoc ve válce. Následník donátora oltáře byl však proti a dosáhl toho, že oltář zůstal ve městě. Poté, co roku 1584 vládu v Gentu získali katolíci, byl oltář umístěn na původní místo.
V roce 1781 rakouský císař Josef II. při návštěvě kostela vyjádřil nespokojenost s nezahalenými postavami Adama a Evy. Panely s jejich vyobrazeními byly sňaty a přeneseny do klášterní knihovny.
V roce 1792 Francouzi odvezli čtyři centrální části oltáře do Louvru. Napoleon chtěl získat i boční části oltáře; bylo navrženo vyměnit je za Rubensovy obrazy, ale gentští radní tuto výměnu odmítli. Když se Ludvík XVIII. po Napoleonově porážce stal francouzským králem, roku 1815 odvezené čtyři panely Gentu vrátil.
Později vikář kostela odcizil několik panelů oltáře a prodal je bruselskému obchodníkovi. Ten a anglický starožitník Edward Solly přeprodali panely pruskému králi Fridrichu Vilémovi III. pro berlínské císařské muzeum.
V roce 1861 belgická vláda za 50 000 franků koupila panely s vyobrazeními Adama a Evy. Části oltáře byly umístěny v muzeu v Bruselu.
Za první světové války se německá vojska, obsadivší Belgii v roce 1914, snažila najít části Gentského oltáře v Bruselu i v Gentu. Kanovník kostela sv. Bavona v Gentu se čtyřmi pomocníky ukryli části oltáře až do konce války v roce 1918. Podle podmínek Versailleské mírové smlouvy z roku 1919 se Gentu vrátily boční panely, jež získalo Prusko roku 1821 pro Císařské muzeum.
V noci z 10. na 11. dubna roku 1934 byl ukraden panel s vyobrazením «Spravedlivých soudců». Gentský biskup dostal prostředky na to, aby mohl vyplatit odměnu milion belgických franků za jeho nalezení. 25. listopadu téhož roku 1934 Arsen Coudertire z Gentu na smrtelném loži vypověděl, že panel ukradl on a ukryl ho ve svém stole. Panel se nicméně najít nepodařilo, a proto byla v roce 1945 tato část oltáře nahrazena kopií malíře Jefa Vandervekena.
Belgičtí fašisté hodlali celý oltář darovat Hitlerovi. 16. května roku 1940 byl na třech nákladních autech odvezen do Francie a uložen na zámku v Pau v jižní Francii. S fašistickou vládou bylo podepsáno ujednání, že oltář bude možno odvézt pouze se souhlasem tří stran - gentského starosty, představitele vichistické vlády a německého zmocněnce. V září roku 1942 si představitelé Německa vyžádali předání oltáře. Ze zámku v Pau ho převezli do Paříže a připojili k dalším uměleckým skvostům, jež shromáždili ve Francii pro Hitlerovo muzeum v Linci a pro sbírku Hermanna Göringa. Poté oltář odvezli do zámku Neuschwanstein v Bavorsku.
Koncem války nacisté uložili umělecké poklady v opuštěných solných dolech v Altaussee. 10. dubna 1945 přijelo do Salcburku několik nákladních aut s těžkými bednami. Hauptsturmführer SS Helmut von Hummel s pomocníky ze štábu Alfreda Rosenberga se rozhodli zničit vše, co bylo v šachtách uloženo. Skupině rakouských partyzánů se podařilo dostat doly pod kontrolu a Ernst Kaltenbrunner rozkázal odstřely v šachtách zastavit.
8. května roku 1945 Třetí americká armáda obsadila doly. Oltář byl poté dopraven do Mnichova a 20. srpna téhož roku se vrátil zpět do Belgie.

## Galerie

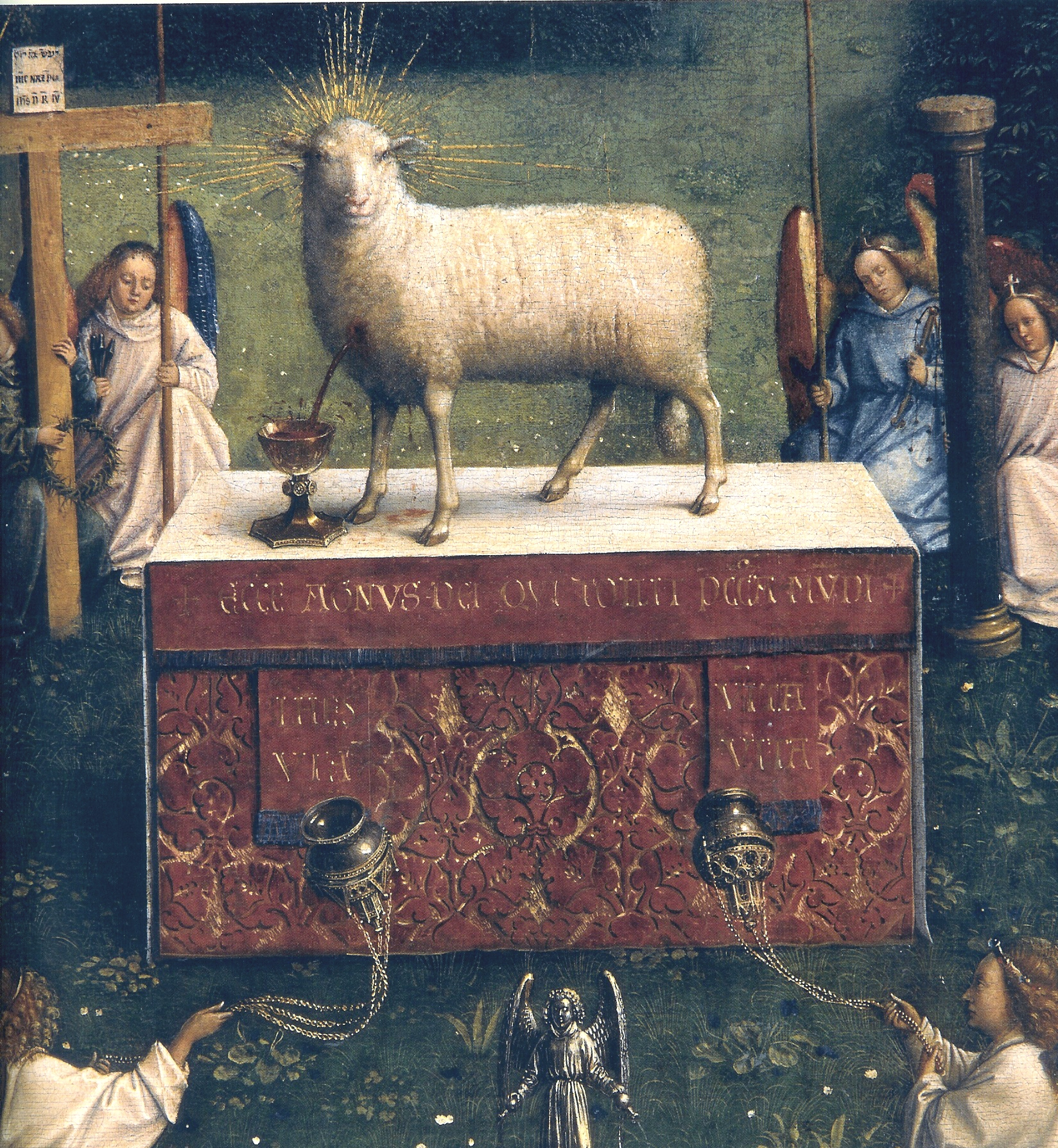
Oběť Beránka Božího
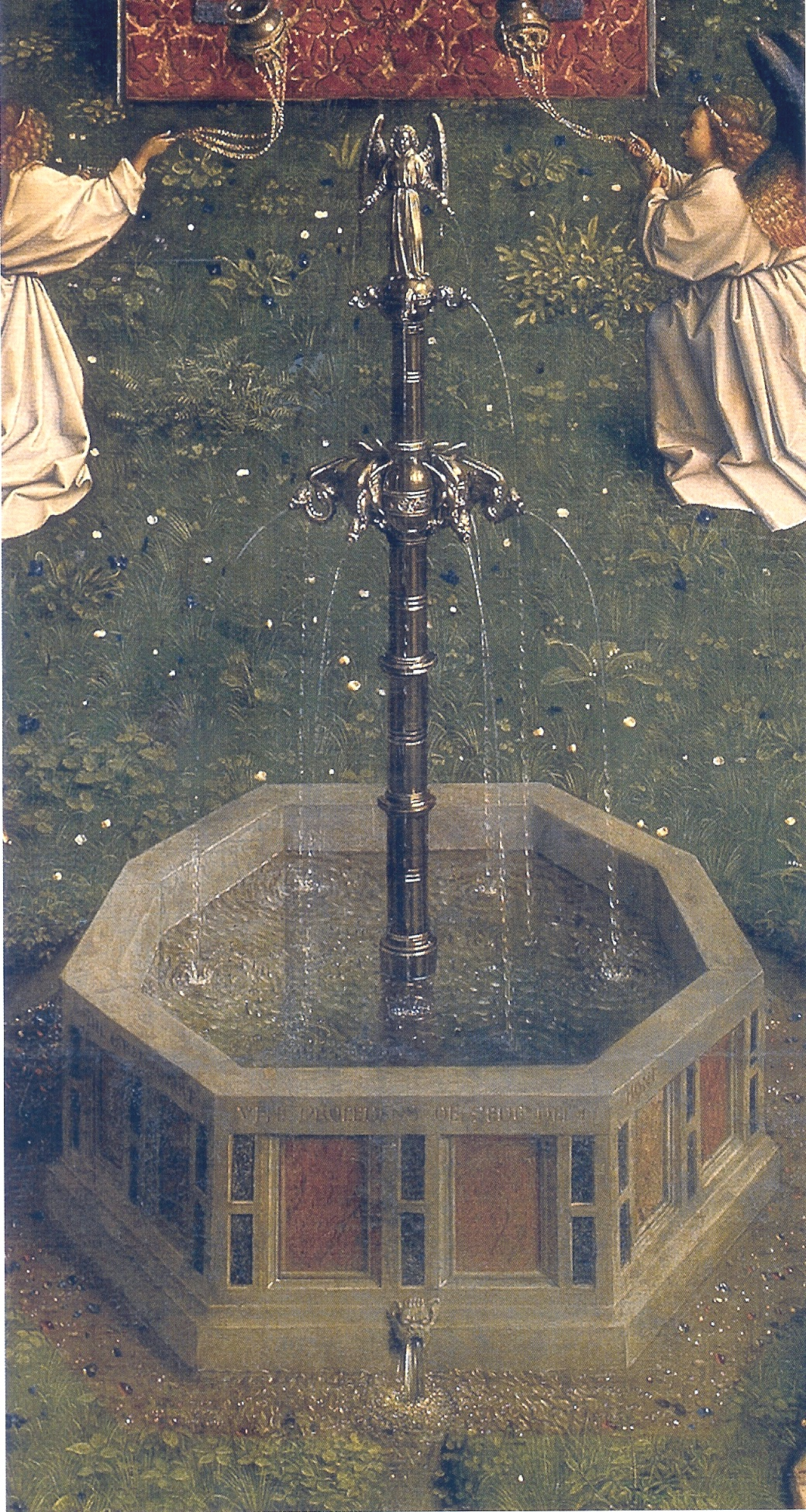
Fontána
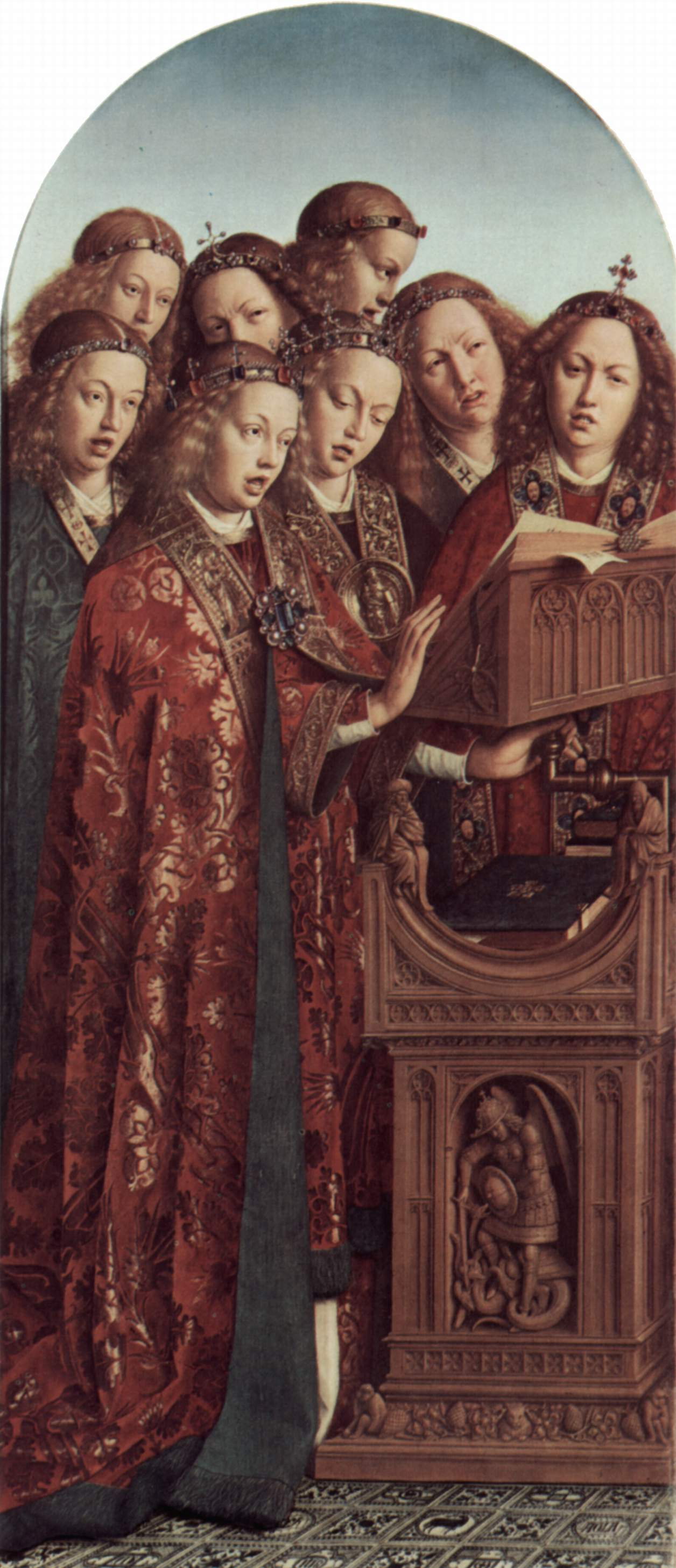
Pějící andělé
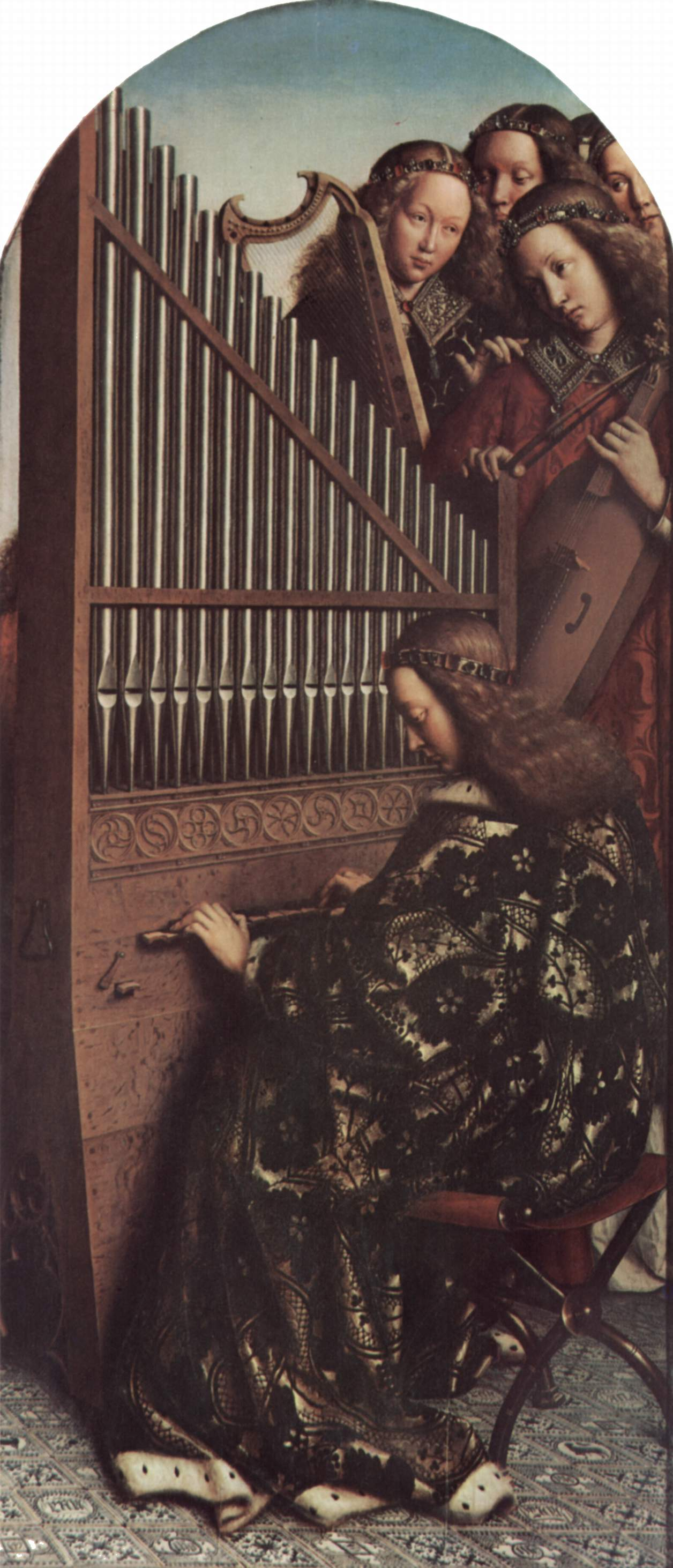
Hrající andělé (s harfou, varhanami a houslemi)

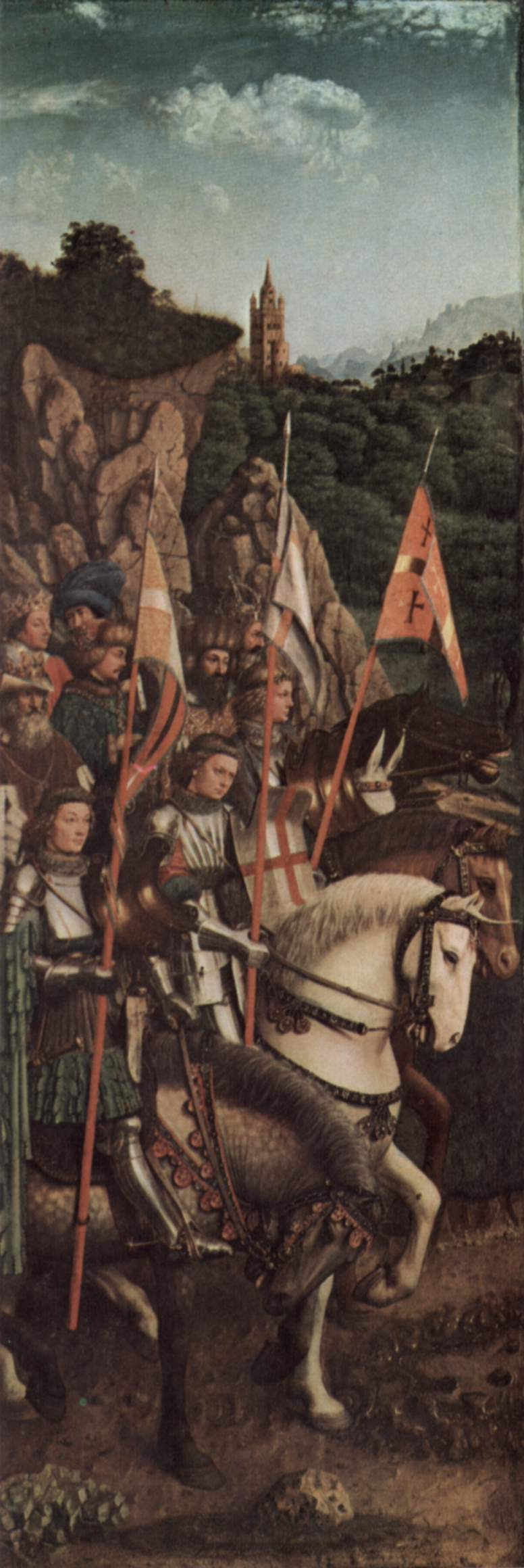
Vojsko Kristovo
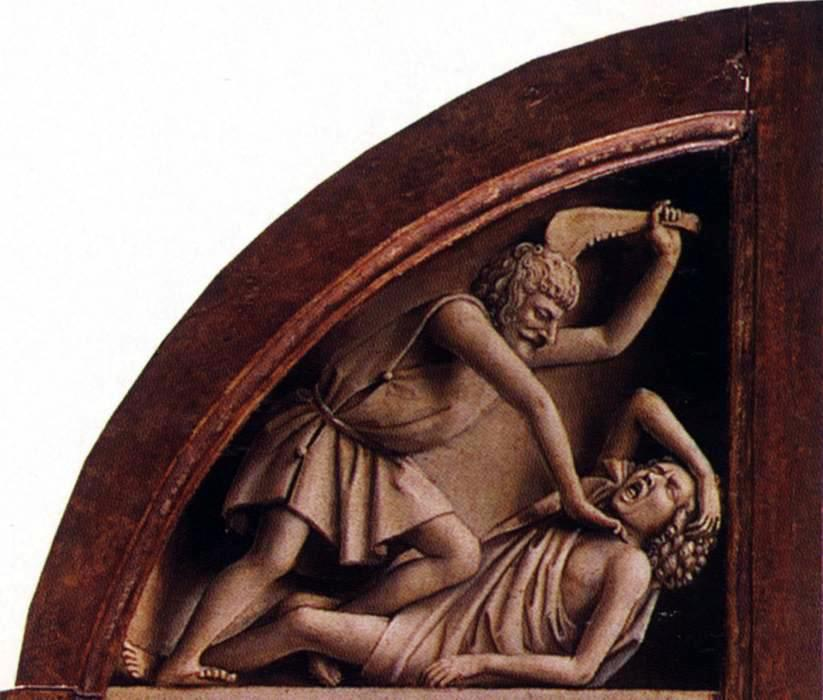
Kain a Abel
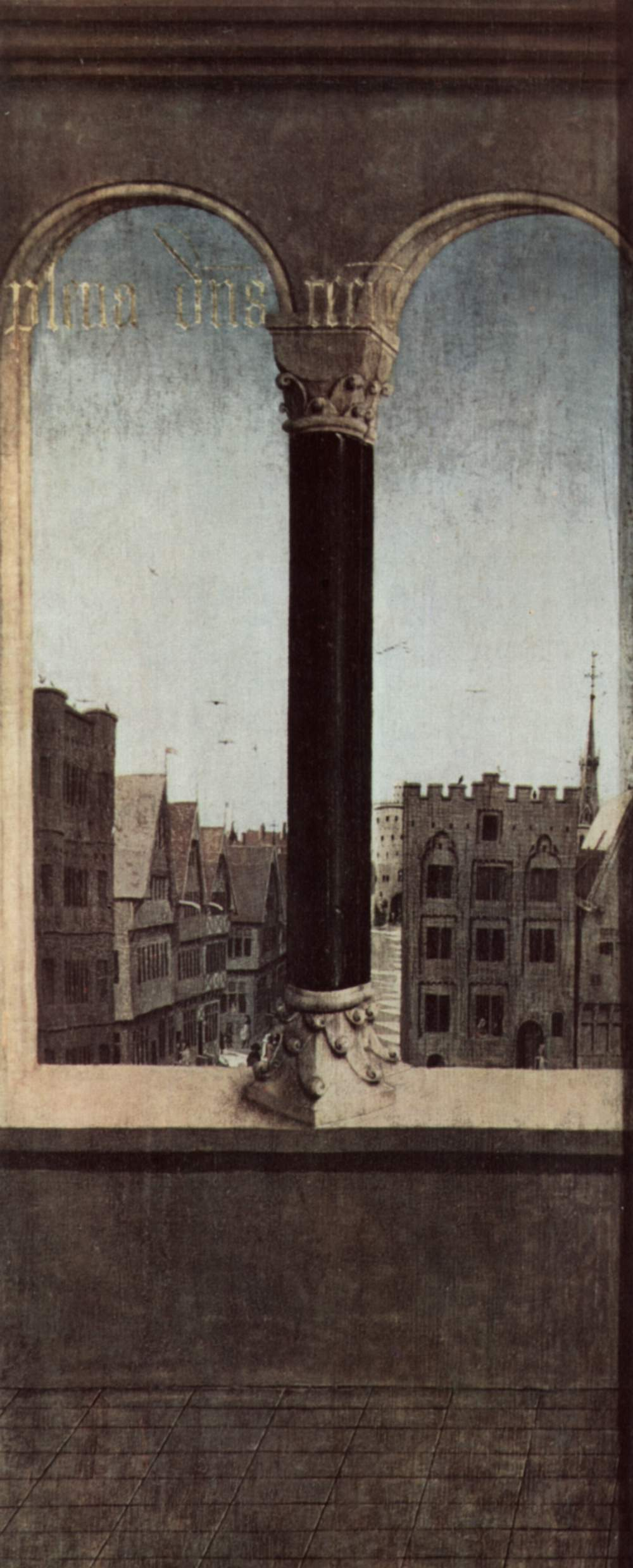
Detail vnější strany oltáře
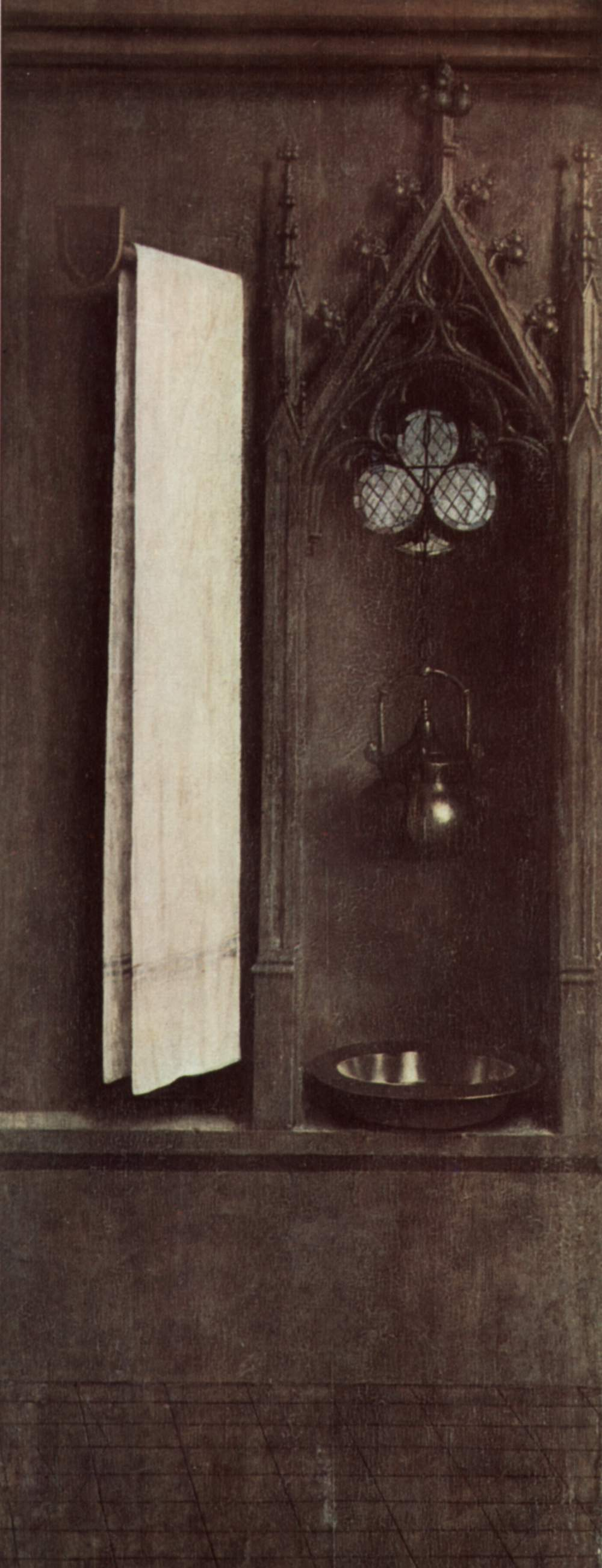
Detail vnější strany oltáře